# Данилюк Володимир Володимирович
Володи́мир Володи́мирович Данилю́к (нар. 10 вересня 1991, Черніїв, Івано-Франківська область — пом. 12 серпня 2014, Культура, Донецька область) — солдат 5-го батальйону територіальної оборони «Прикарпаття» Збройних сил України, учасник російсько-української війни.

## Життєпис
Народився 10 вересня 1991 року в селі Черніїв (Тисменицький район, Івано-Франківська область). 2008 року закінчив Черніївську ЗОШ, навчався у ВПУ № 18 до 2010 року — спеціальність «офіціант-бармен». Три місяці пробув на практиці в місті Алупка; працював у закладах громадського харчування офіціантом. Відслужив строкову службу в ЗС України у 2010–2011 роках — військова частина А-1979; начальник електростанції.
Під час часткової мобілізації у травні 2014 року мобілізований. Стрілець, 5-й батальйон територіальної оборони «Прикарпаття».
12 серпня 2014 року загинув в першій половині дня під час супроводу колони із пораненими у зоні бойових дій біля села Культура Старобешівського району. Військова колона потрапила у засідку терористів, внаслідок обстрілу Володимир зазнав смертельного поранення у голову — підірвались на радіокерованих мінах МОН-50. На спущених колесах, з пробитими баками та осколком у двигуні вояки автобусом проїхали ще 18 кілометрів.
Вдома залишилися батько Володимир та мама Галина Федорівна Данилюки й дружина — був у церковному шлюбі з Василик Іриною.
Похований в Чернієві 16 серпня 2014 року. Прощалося все село — тисячі людей прийшли віддати останню шану.

## Нагороди та вшанування
За особисту мужність і героїзм, виявлені у захисті державного суверенітету та територіальної цілісності України, вірність військовій присязі під час російсько-української війни:
- нагороджений орденом «За мужність» III ступеня (26.02.2015, посмертно).
- його портрет розміщений на меморіалі «Стіна пам'яті полеглих за Україну» у Києві: секція 2, ряд 3, місце 40
- вшановується 12 серпня на щоденному ранковому церемоніалі вшанування мужніх українських захисників, які загинули цього дня у різні роки внаслідок російської збройної агресії.[2]
- жовтнем 2015 року у Чернієві відкрито та освячено пам'ятник Володимиру Данилюку.[3]
- 7 грудня 2014 року на фасаді Черніївської загальноосвітньої школи відкрито та освячено меморіальну дошку Володимиру Данилюку.[4]
- в жовтні 2017 року на фасаді Івано-Франківського коледжу ресторанного сервісу і туризму НУХТ відбулося відкриття та освячення пам'ятної анотаційної дошки загиблому учаснику АТО Володимиру Данилюку.[5]